# チキサゲビマブ・シルガビマブ
チキサゲビマブ・シルガビマブ（英: Tixagevimab/cilgavimab）は、エバシェルド（英: Evusheld）という商品名で販売されている、COVID-19の感染予防に用いられる医薬品である。体重が40kgを超える人や12歳以上の人に投与される。投与法は筋肉内注射である。証拠によると最大6か月間の効果がある。
一般的な副作用は、アレルギー反応、頭痛、倦怠感、注射部位の痛みである。その他の重度の副作用には、アナフィラキシーや心臓障害などがあげられる。妊婦への投与の安全性は不明である。この医薬品は、チクサゲビマブとシルガビマブの2つのモノクローナル抗体を組み合わせたものである。作用機序は、SARS-CoV-2のスパイクタンパク質に結合して細胞への侵入を防ぐことによる。
この組み合わせが医療薬品としての使用が承認されたのは、欧州では2022年3月であり、カナダでは2022年4月である。米国では2021年12月に緊急使用許可が承認された。米国では政府が1回分あたり約855米ドルを支払っている。個人にかかる費用は10米ドル未満が一般的である。